# Halid Hrasnica
Halid-beg Hrasnica (25. května 1874 Sarajevo, Osmanská říše – 25. listopadu 1942 Sarajevo, Nezávislý stát Chorvatsko) byl bosenskohercegovský právník a politik bosňáckého původu.

## Životopis
Rodina Hrasnica patřila k zámožným muslimským rodinám s nemalým pozemkovým vlastnictvím ve východní Bosně. Jejím zakladatelem byl Sulejman, zvornický mutasarrif (okresní hejtman) v druhé polovině 17. století. Podle rodinné tradice Sulejman měl syna Fejzi-bega, který se oženil s dcerou Omer-bega ze vsi Hrasnica, kam se přestěhoval, kterému se pak narodil syn Ahmed-beg. Ahmed-beg měl šest synů (Ahmed-beg, Mustaj-beg, Muhamed-beg, Abduselam-beg, Mahmud-beg a Halid-beg, 1874–1942) a čtyři dcery (Fata vd. Abadžić, Atifa vd. Svrzo, Ajiša vd. Zečević, Zulejha vd. Šahimagić).
V rodném Sarajevu navštěvoval ruždii, muslimskou základní školu se světskými předměty (1880–1884), a pak vyšší gymnázium (do 1894). Ve studiu pokračoval na právnické fakultě Vídeňské univerzity, kterou absolvoval s titulem doktora doktorát (1899). Mezi lety 1899 a 1905 pracoval v Sarajevu jako justiční čekatel u okružního soudu, nato si otevřel samostatnou advokátní kancelář. Roku 1905 byl zvolen do sarajevského městského zastupitelstva, a to coby nevolený kandidát Zemské vlády v Sarajevu, a působil v něm až do konce první světové války (zvolen byl nato i v letech 1908, 1910).
Po rakousko-uherské anexi Bosny a Hercegoviny roku 1908 se zapojil do politického života. Aktivně působil v marginální Muslimské pokrokové straně (MNS), následně roku 1910 přejmenované na Muslimskou samostatnou stranu (MSS), která podporovala činnost Zemské vlády v Sarajevu a chorvatskou nacionální ideologii. Roku 1911 odmítl spojení dvou stávajících muslimských stran, tj. Muslimské národní organizace a Muslimské samostatné strany, do Sjednocené muslimské strany a pokračoval v činnosti MSS coby její předseda. Roku 1911 byl v doplňujících volbách do bosenského zemského sněmu, Saboru, zvolen poslancem, ale krátce nato rezignoval. V prosinci 1913 byl zvolen do sarajevského městského zastupitelstva.
Za první světové války působil jako vojenský soudce v srbském Kragujevci, který okupovala rakousko-uherská armáda. Koncem války se zapojil do diskuze ohledně budoucího státoprávního postavení Bosny a Hercegoviny, když společně s Mehmedem Spahou navrhoval její integraci do formujícího se jihoslovanského státu. Jako bývalý člen zemského sněmu byl vybrán za delegáta v Národní radě Státu Slovinců, Chorvatů a Srbů se sídlem v Záhřebu. Byl též členem delegace, kterou Národní rada vyslala do Bělehradu za účelem sjednocení se Srbským královstvím.
Národní rada SHS pro Bosnu a Hercegovinu jej roku 1919 delegovala do Prozatímního národního zastupitelství (Privremeno narodno predstavništvo SHS), načež byl roku 1921 ve volbách zvolen za Jihoslovanskou muslimskou organizaci (od jejího založení roku 1919 byl jedním ze dvou místopředsedů) do Ústavodárného shromáždění (Ustavotvorna skupština). Poslanecký mandát obhájil i v řádných volbách roku 1923, 1925 a 1927. Krátce působil jako ministr spravedlnosti ve vládě Ljubomira Davidoviće roku 1924. Téhož roku se stal místopředsedou Jihoslovanské muslimské organizace, roku 1925 a 1927 byl předsedou jejího poslaneckého klubu v bělehradském parlamentu.
Po vyhlášení královské diktatury roku 1929 se společně s Mehmedem Spahou stáhl do ústraní a odmítl se politicky exponovat. V lednu 1933 se podílel na přípravě tzv. Spahových punktací, které odsoudily královskou diktaturu, následkem toho byl společně se Spahou odsouzen k dvaceti dnům vězení. Teprve až roku 1935, kdy se muslimové znovu zapojili do činnosti jugoslávské vlády, se stal členem Senátu (zřízen 1931). Roku 1942 těžce onemocněl a krátce před smrtí byl jmenován zmocněným ministrem ve vládě fašistického Nezávislého státu Chorvatsko.
Halid-beg Hrasnica se oženil s Nazifou Hafizadićovou, členkou bohatého rodu původem z Travniku, s níž přivedl na svět syna Fahrudina (1907–1971) a dceru Mevhibu. V druhém manželství s Munirou Mutevelićovou se mu narodil syn Esad a dcery Emina, Halida a Fahrija.